# Jan Berger (labdarúgó, 1955)
Jan Berger (Prága, 1955. november 27. –) olimpiai bajnok csehszlovák válogatott cseh labdarúgó.

## Pályafutása

### Klubcsapatban
Pályafutása elején a TJ Břevnov és a Škoda Plzeň együtteseiben játszott. A Dukla Prahával 1979-ben, a Sparta Prahával pedig 1984 és 1985-ben szerzett csehszlovák bajnoki címet. Később játszott még Svájcban az FC Zürich csapatában is.

### A válogatottban
1980 és 1987 között 30 alkalommal szerepelt a csehszlovák válogatottban. Részt vett az 1980-as Európa-bajnokságon, az 1982-es világbajnokságon és tagja volt az 1980-ban olimpiát nyerő válogatott keretének is.

## Sikerei, díjai
Dukla Praha
- Csehszlovák bajnok (1): 1978–79

Sparta Praha
- Csehszlovák bajnok (2): 1983–84, 1984–85
- Csehszlovák kupa (1): 1983–84

Csehszlovákia
- Európa-bajnoki bronzérmes (1): 1980
- Olimpiai bajnok (1): 1980

Egyéni
- Az év csehszlovák labdarúgója (1): 1984